# پیتر خیل

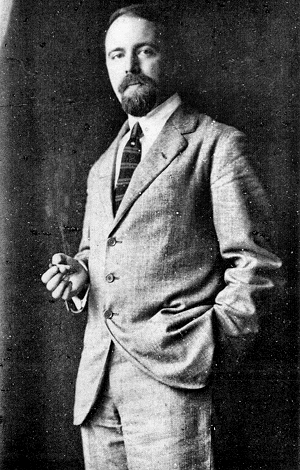
Pieter Geijl

پیتر خیل (Pieter Geyl)، مورخ، نویسنده و سیاستمدار هلندی (متولد ۱۸۸۷، فوت ۱۹۶۶).
خیل یکی از پایه‌گذاران نهضت نوین فلاندر بود که در دهه‌های اولیه سده بیستم میلادی رونق یافت. شیوه تفسیر او در تاریخ موجب پیکار بر ضد حکومت بروکسل گردید. در جنگ جهانی دوم آلمانی‌ها او را به گروگان گرفتند و بیش از دو سال در اردوگاه های کار زندانی بود.
او دارای شیوه و نگرشی نو و ضد استعماری در تاریخ‌نگاری بود و چنین شیوه‌ای در کتاب‌های او و از جمله در کتاب‌های «شورش هلند»، «تاریخ مردم هلندی زبان» و «برخورد در تاریخ» تجلی یافته است.
یکی از کتاب‌های خیل با عنوان «استفاده و سوءاستفاده در تاریخ» توسط حسن کامشاد به فارسی ترجمه شده است.
او در بخشی از پیشگفتار این کتاب آورده است: «تاریخ می‌کوشد پاره‌ای نیازمندی‌های مداوم و عمیق انسان متمدن و اجتماعی را تحقق بخشد. از همان اوان، از وقتی گروه‌های آدمی خود را از یوغ بدویت رهانیدند یا با استبداد عرف و عادت در افتادند، رویدادهای برجسته و اسامی اشخاص مهم را یادداشت کردند».